# Eighting
La Eighting Co., Ltd. (anche nota come 8ing o Raizing) è una software house giapponese.
Fondata nel 1993, produce videogiochi di genere sparatutto e picchiaduro. Alcuni dei titoli sviluppati dall'azienda sono 1944: The Loop Master, Fate/unlimited codes e Castlevania Judgment.